# Verticordia lepidophylla
Verticordia lepidophylla är en myrtenväxtart som beskrevs av Ferdinand von Mueller. Verticordia lepidophylla ingår i släktet Verticordia och familjen myrtenväxter.

## Underarter
Arten delas in i följande underarter:
- V. l. lepidophylla
- V. l. quantula